# Moshé Botschko
Pour les articles homonymes, voir Botschko.
Moshé Botschko, né le 13 avril 1917 à Montreux, en Suisse, et mort le 16 septembre 2010 à Jérusalem en Israël est un rabbin et rosh yeshiva suisso-israélien.

## Biographie

### Eliyahou Botschko, le visionnaire

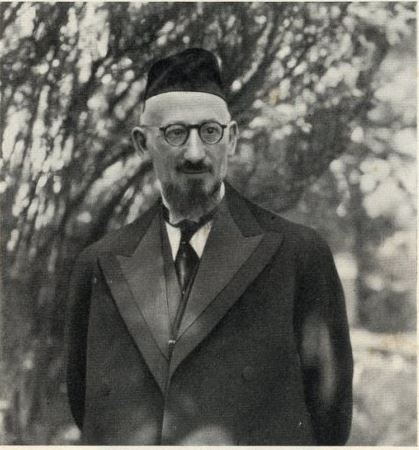
Yerahmiel Eliyahu Botschko.

Moshé Botschko est le fils de Yerahmiel Eliyahou Botschko, né en 1888 à Chorzel, en Lituanie.
Élève de la yechiva de Lomze et plusieurs écoles talmudiques en Lituanie, Eliyahou Yerahmiel Botschko émigre en Suisse durant la Première Guerre mondiale.
Membre du conseil central d’Agoudat Israel, Eliyahou Yerahmiel Botschko, qui se situe à l’aile gauche du mouvement, exerce une grande influence sur le développement des communautés orthodoxes de Suisse et d’Europe occidentale.

#### La première yechiva d’Europe de l’Ouest

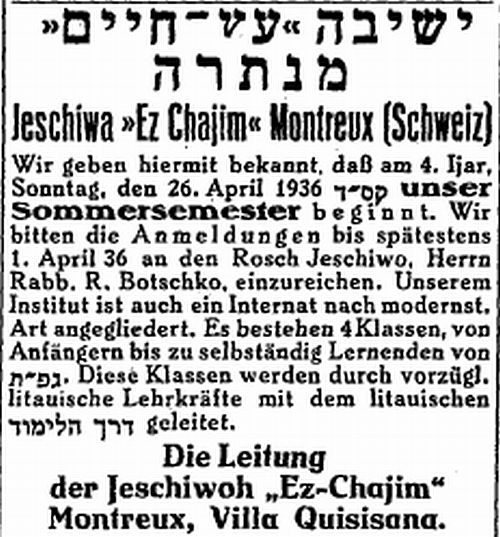
Yechiva Etz Haïm
de Montreux,
publicité de 1936.

À Montreux, où il tient un commerce de confection pour dames, il fonde en 1927 Etz Haïm – l’arbre de vie –, la première yechiva de Suisse, tout en continuant de dessiner et de couper des robes avec sa femme dans son atelier, afin de subvenir à ses besoins et ne pas vivre de la Yechiva.
Les premiers élèves sont d’abord hébergés dans un appartement puis dans un hôtel au centre de Montreux.  Eliyahou trouve enfin le lieu définitif d’implantation de sa yechiva à la Villa Quisisana sur les hauteurs de Montreux.
La Yechiva Etz Haïm, grâce à la bonne réputation qu’elle avait dans la population de Montreux qui la protégea, fut la seule parmi les quelques-unes établies en Europe occidentale qui put fonctionner pendant la Seconde Guerre mondiale.
Eliyahou Yerahmiel Botschko décède en janvier 1956 en Irlande au cours d’un voyage qui devait le mener aux États-Unis. Il est enterré à Jérusalem.

### Le lycée-yechiva de Montreux:Torah im derekh Eretz

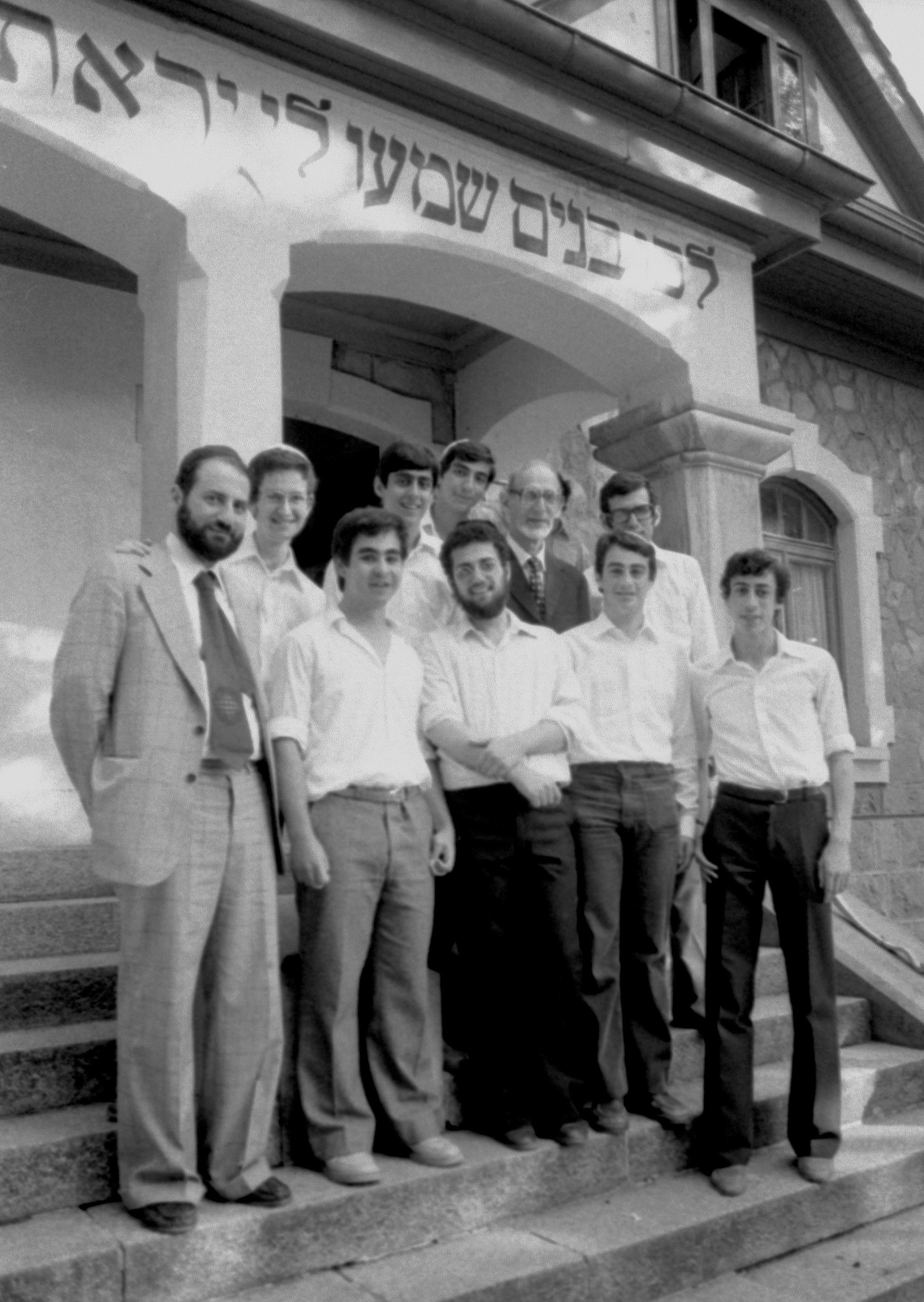
À la Villa Quisisana,
entourant Moshé Botschko,
les bacheliers de 1979.

Son fils, Moshé Botschko acquis aux principes de Samson Raphael Hirsch de Torah im derekh Eretz, transforme à partir des années 1970 la Yechiva Etz Haïm en lycée-Yechiva, dispensant un cursus d’études générales préparant au baccalauréat français, en parallèle avec une solide formation traditionnelle. La yechiva attire alors des dizaines de garçons francophones, venus de Suisse, de Belgique et de France.
L’enseignement profane est assuré par des professeurs recrutés pour l’occasion, à raison de deux heures par jour, et les bons résultats aux examens confirment la justesse de cette intuition.
Il règne à Montreux une atmosphère chaleureuse et familiale avec une grande ouverture vers le monde extérieur. Pendant les mois d’été le fils de Moshé Botschko, Shaoul David, organise dans les environs de Montreux des colonies de vacances qui accueillent les enfants les plus défavorisés de la communauté. Ce sont les étudiants de la yechiva qui en assurent l’animation.
Moshé Botschko, pionnier de ce type d’éducation, devient alors une personnalité influente dans le judaïsme francophone et forme toute une génération d’éducateurs et rabbins dans l’atmosphère du sionisme religieux.

### Saul David Botschko: l’école des Maîtres
En 1975, Saul David Botschko, petit-fils du fondateur de la dynastie, crée avec son père un cursus de formation d’enseignants reconnus par Israël, le Beth Midrach Lemorim, (École des Maîtres), pour essayer de pallier le manque de cadres dans les communautés juives pour l’enseignement du Qodech (enseignement religieux ou sacré par opposition à l’enseignement profane).
Ainsi des montreusiens qui venaient d’obtenir le baccalauréat pouvaient rester à la yechiva quelques années supplémentaires afin d’obtenir un diplôme d’enseignant en Qodech.

### La montée en Israël
Au moment de sa retraite professionnelle, – le Rav ayant durant toutes ces années continué dans la tradition de son père, à confectionner des vêtements, – il quitte Montreux en 1985 pour organiser l’Alyah de la Yechiva Etz Haïm, d’abord à Jérusalem, puis dans le Yichouv de Kokhav Yaakov au nord de Jérusalem, sous le nom de Hékhal Eliahou, une yeshivat hesder qui combine études religieuses et service militaire et accueille plus de cent cinquante étudiants.
Il en confie la direction à son fils, Saul David Botschko, tout en continuant à prodiguer son enseignement et à intervenir dans la vie publique.
Moshé Botschko meurt à Jérusalem le 16 septembre 2010, veille de Yom Kippour. Il est enterré au cimetière de Sanhédriah à Jérusalem.
« Figure du judaïsme francophone, Rav Moshé Botschko a marqué sa génération par la mise en œuvre d’un judaïsme moderne et respectueux de la tradition tout entier tourné vers la réalité de la société contemporaine et la centralité d’Israël. Homme d’une grande discrétion, il a marqué ses contemporains par sa recherche permanente de consensus et d’harmonie entre les individus, mais aussi entre enseignements profane et sacré, judaïsme ashkénaze et judaïsme séfarade, Israël et la Diaspora. »

## Sources
- « Botschko, Elijahu » dans le Dictionnaire historique de la Suisse en ligne. consulté le 12 octobre 2011
- « À propos de la Yéchiva Hékhal Eliahou », sur le site de la Yéchiva Hékhal Eliahou (consulté le 12 octobre 2011)
- « Décès du Rav Moché Botschko le soir de Yom Kippour », sur jforum.fr (consulté le 12 octobre 2011)
- « La yechiva de Montreux », sur akadem.org (consulté le 12 octobre 2011)
- « Rav Moshé Botschko z"l - un homme d’harmonie », sur akadem.org (consulté le 12 octobre 2011)
- (en) « Does a clone have a soul ? », sur haaretz.com (consulté le 12 octobre 2011)